# Wereldbeker skeleton 2008/2009
De wereldbeker skeleton in het seizoen 2008/2009 (officieel:  Viessmann FIBT Bob & Skeleton World Cup Tour 2008/2009) begon op 28 november 2008 en eindigde op 12 februari 2009. De wereldbeker wordt georganiseerd door de FIBT. De skeletoncompetitie bestond zowel voor mannen als de vrouwen uit acht wedstrijden. De zesde wereldbekerwedstrijd in Sankt Moritz gold voor de Europese deelnemers tevens als het Europees kampioenschap.
De vijfde wereldbekerwedstrijd werd in plaats van Cortina d'Ampezzo in Königssee gehouden. De afgelaste wedstrijd in Cesana Torinese (wereldbekerwedstrijd #4) werd op 11 februari ingehaald, voorafgaand aan de wereldbekerwedstrijd #8 in Park City.
De Brit Kristan Bromley en de Amerikaanse Katie Uhlaender waren de titelverdedigers. Bij de mannen werd Aleksandr Tretjakov de eerste Russische winnaar van de wereldbeker in de wereldbekercyclus sinds de start bij de mannen in 1986/87. Bij de vrouwen werd Marion Trott de tweede Duitse, in navolging van Steffi Hanzlik (1996/97, 1998/99) die de wereldbeker won sinds de start bij de vrouwen in 1996/97.

## Wereldbekerpunten
De eerste 30 in het dagklassement krijgen punten voor het wereldbekerklassement toegekend.
| Klassering = punten                          | Klassering = punten                           | Klassering = punten                               | Klassering = punten                          | Klassering = punten                          | Klassering = punten                          |
| -------------------------------------------- | --------------------------------------------- | ------------------------------------------------- | -------------------------------------------- | -------------------------------------------- | -------------------------------------------- |
| 1e = 225 2e = 210 3e = 200 4e = 192 5e = 184 | 6e = 176 7e = 168 8e = 160 9e = 152 10e = 144 | 11e = 136 12e = 128 13e = 120 14e = 112 15e = 104 | 16e = 96 17e = 88 18e = 80 19e = 74 20e = 68 | 21e = 62 22e = 56 23e = 50 24e = 45 25e = 40 | 26e = 36 27e = 32 28e = 28 29e = 24 30e = 20 |

## Mannen

### Uitslagen
| Datum       | Plaats          | Eerste                                          | Tweede                                          | Derde                                           |
| ----------- | --------------- | ----------------------------------------------- | ----------------------------------------------- | ----------------------------------------------- |
| 28 november | Winterberg      | Florian Grassl                                  | Aleksandr Tretjakov                             | Martins Dukurs                                  |
| 5 december  | Altenberg       | Frank Rommel                                    | Martins Dukurs                                  | Sandro Stielicke                                |
| 13 december | Igls            | Frank Rommel                                    | Aleksandr Tretjakov                             | Martins Dukurs                                  |
| 19 december | Cesana Torinese | afgelast, ingehaald op 11 februari in Park City | afgelast, ingehaald op 11 februari in Park City | afgelast, ingehaald op 11 februari in Park City |
| 9 januari   | Königssee       | Frank Rommel                                    | Florian Grassl                                  | Aleksandr Tretjakov                             |
| 17 januari  | Sankt Moritz    | Frank Rommel                                    | Kristan Bromley                                 | Gregor Stähli                                   |
| 5 februari  | Whistler        | Jon Montgomery                                  | Gregor Stähli                                   | Matthew Antoine Jeff Pain                       |
| 11 februari | Park City       | Aleksandr Tretjakov                             | Eric Bernotas                                   | Frank Rommel                                    |
| 12 februari | Park City       | Aleksandr Tretjakov                             | Florian Grassl                                  | Frank Rommel                                    |

| Sporter        | #1  | #2     | #3     | #5 | #6 | #7     | #4 *   | #8    |
| -------------- | --- | ------ | ------ | -- | -- | ------ | ------ | ----- |
| Peter van Wees | 20e | 23e ** | 23e ** | -  | -  | 28e ** | 28e ** | 27 ** |

* de afgelaste wb- wedstrijd #4 werd voorafgaand aan #8 ingehaald.
** niet gekwalificeerd voor de 2e run.

### Eindstand wereldbeker
| #  | Naam                | Land | Punten |
| -- | ------------------- | ---- | ------ |
| 1  | Aleksandr Tretjakov | RUS  | 1.526  |
| 2  | Florian Grassl      | GER  | 1.453  |
| 3  | Frank Rommel        | GER  | 1.436  |
| 4  | Jeff Pain           | CAN  | 1.384  |
| 5  | Gregor Stähli       | SUI  | 1.314  |
| 6  | Martins Dukurs      | LAT  | 1.282  |
| 7  | Sergej Tsjoedinov   | RUS  | 1.282  |
| 8  | Jon Montgomery      | CAN  | 1.209  |
| 9  | Kristan Bromley     | GBR  | 1.178  |
| 10 | Eric Bernotas       | USA  | 1.160  |
| 11 | Zach Lund           | USA  | 1.132  |
| 12 | Sandro Stielicke    | GER  | 1.022  |
| 13 | Anthony Sawyer      | GBR  | 902    |
| 14 | Matthew Antoine     | USA  | 832    |
| 15 | Pascal Oswald       | SUI  | 794    |

| #  | Piloot                | Land | Punten |
| -- | --------------------- | ---- | ------ |
| 16 | Tomass Dukurs         | LAT  | 761    |
| 17 | Kazuhiro Koshi        | JPN  | 744    |
| 18 | Matthias Guggenberger | AUT  | 714    |
| 19 | Keith Loach           | CAN  | 648    |
| 20 | Andy Wood             | GBR  | 388    |
| 21 | Ben Sandford          | NZL  | 388    |
| 22 | Shinsuke Tayama       | JPN  | 382    |
| 23 | Ander Mirambell       | ESP  | 376    |
| 24 | Iain Roberts          | NZL  | 365    |
| 25 | Markus Penz           | AUT  | 324    |
| 26 | Adam Pengilly         | GBR  | 288    |
| 27 | Peter van Wees        | NED  | 256    |
| 28 | Patrick Shannon       | IRL  | 256    |
| 29 | Paul Boehm            | CAN  | 238    |
| 30 | Masaru Inada          | JPN  | 204    |

| #  | Piloot              | Land | Punten |
| -- | ------------------- | ---- | ------ |
| 31 | Michi Halilovic     | GER  | 192    |
| 32 | Caleb Smith         | USA  | 150    |
| 33 | Maurizio Oioli      | ITA  | 146    |
| 34 | Florian Kranebitter | AUT  | 144    |
| 35 | Cho In Ho           | KOR  | 136    |
| 36 | Marko Vincic        | CRO  | 86     |
| 37 | Kyle Tress          | USA  | 74     |
| 38 | Daniel Maechler     | SUI  | 68     |
| 39 | Michael Coutts      | NZL  | 40     |
| 40 | Alberto Polacchi    | ITA  | 40     |
| 41 | Kim Jung-su         | KOR  | 32     |
| 42 | Marco Zoccolan      | ITA  | 28     |

## Vrouwen

### Uitslagen
| Datum       | Plaats          | Eerste                                          | Tweede                                          | Derde                                           |
| ----------- | --------------- | ----------------------------------------------- | ----------------------------------------------- | ----------------------------------------------- |
| 28 november | Winterberg      | Anja Huber                                      | Kerstin Szymkowiak                              | Mellisa Hollingsworth                           |
| 5 december  | Altenberg       | Anja Huber                                      | Kerstin Szymkowiak                              | Maya Pedersen                                   |
| 12 december | Igls            | Shelley Rudman                                  | Kerstin Szymkowiak                              | Swetlana Trunowa                                |
| 19 december | Cesana Torinese | afgelast, ingehaald op 11 februari in Park City | afgelast, ingehaald op 11 februari in Park City | afgelast, ingehaald op 11 februari in Park City |
| 9 januari   | Königssee       | Anja Huber                                      | Shelley Rudman                                  | Marion Trott                                    |
| 16 januari  | Sankt Moritz    | Shelley Rudman                                  | Mellisa Hollingsworth                           | Michelle Kelly                                  |
| 5 februari  | Whistler        | Marion Trott                                    | Amy Williams                                    | Anja Huber                                      |
| 11 februari | Park City       | Mellisa Hollingsworth                           | Marion Trott                                    | Noelle Pikus-Pace                               |
| 12 februari | Park City       | Marion Trott                                    | Katie Uhlaender                                 | Mellisa Hollingsworth                           |

| Sporter        | #1     | #2     | #3     | #5     | #6  | #7  | #4 *   | #8    |
| -------------- | ------ | ------ | ------ | ------ | --- | --- | ------ | ----- |
| Joska Le Conté | 22e ** | 22e ** | 23e ** | 20e ** | 20e | 16e | 22e ** | 22 ** |

* de afgelaste wb- wedstrijd #4 werd voorafgaand aan #8 ingehaald.
** niet gekwalificeerd voor de 2e run.

### Eindstand wereldbeker
| #  | Pilote                | Land | Punten |
| -- | --------------------- | ---- | ------ |
| 1  | Marion Trott          | GER  | 1.572  |
| 2  | Shelley Rudman        | GBR  | 1.468  |
| 3  | Katie Uhlaender       | USA  | 1.466  |
| 4  | Anja Huber            | GER  | 1.459  |
| 5  | Amy Williams          | USA  | 1.402  |
| 6  | Maya Pedersen         | SUI  | 1.328  |
| 7  | Mellisa Hollingsworth | CAN  | 1.315  |
| 8  | Noelle Pikus-Pace     | USA  | 1.256  |
| 9  | Michelle Kelly        | CAN  | 1.176  |
| 10 | Kerstin Szymkowiak    | GER  | 1.158  |

| #  | Pilote                   | Land | Punten |
| -- | ------------------------ | ---- | ------ |
| 11 | Emma Lincoln-Smith       | AUS  | 1.072  |
| 12 | Svetlana Troenova        | RUS  | 1.066  |
| 13 | Tionette Stoddard        | NZL  | 928    |
| 14 | Michelle Steele          | AUS  | 850    |
| 15 | Sarah Reid               | CAN  | 820    |
| 16 | Courtney Yamada-Anderson | USA  | 736    |
| 17 | Jessica Kilian           | SUI  | 722    |
| 18 | Louise Corcoran          | NZL  | 560    |
| 19 | Joska Le Conté           | NED  | 506    |
| 20 | Olga Korobkina           | RUS  | 480    |

| #  | Pilote           | Land | Punten |
| -- | ---------------- | ---- | ------ |
| 21 | Nozomi Komuro    | JPN  | 418    |
| 22 | Eiko Nakayama    | JPN  | 344    |
| 23 | Alexa Putnam     | ISV  | 305    |
| 24 | Desiree Bjerke   | NOR  | 298    |
| 25 | Keslie Tomlinson | USA  | 296    |
| 26 | Jelina Galiejeva | RUS  | 212    |
| 27 | Teniele Richards | AUS  | 180    |
| 28 | Lucy Chaffer     | AUS  | 136    |

1986/1987 · 
1987/1988 · 
1988/1989 · 
1989/1990 · 
1990/1991 · 
1991/1992 · 
1992/1993 · 
1993/1994 · 
1994/1995 · 
1995/1996 · 
1996/1997 · 
1997/1998 · 
1998/1999 · 
1999/2000 · 
2000/2001 · 
2001/2002 · 
2002/2003 · 
2003/2004 · 
2004/2005 · 
2005/2006 · 
2006/2007 · 
2007/2008 · 
2008/2009 ·
2009/2010 ·
2010/2011 ·
2011/2012 ·
2012/2013 ·
2013/2014 ·
2014/2015 ·
2015/2016 ·
2016/2017 ·
2017/2018 ·
2018/2019 ·
2019/2020 ·
2020/2021 ·
2021/2022 ·
2022/2023 ·
2023/2024 ·
2024/2025
Alpineskiën ·
Biatlon ·
Bobsleeën ·
Freestyleskiën ·
Langlaufen ·
Noordse combinatie ·
Rodelen ·
Schaatsen (junioren) ·
Schansspringen ·
Shorttrack ·
Skeleton ·
Snowboarden